# Alwin Schockemöhle
Alwin Schockemöhle (29 de mayo de 1937) es un jinete alemán que compitió para la RFA en la modalidad de salto ecuestre. Es hermano del también jinete Paul Schockemöhle.
Participó en tres Juegos Olímpicos de Verano entre los años 1960 y 1976, obteniendo cuatro medallas: oro en Roma 1960, bronce en México 1968 y oro y plata en Montreal 1976. Ganó siete medallas en el Campeonato Europeo de Saltos Ecuestres entre los años 1963 y 1975.

## Palmarés internacional
| Representando al Equipo Alemán Unificado |                         |                   |             |
| Juegos Olímpicos                         |                         |                   |             |
| Año                                      | Lugar                   | Medalla           | Categoría   |
| 1960                                     | Roma (Italia)           | Medalla de oro    | Por equipos |
| Representando a la RFA                   |                         |                   |             |
| Juegos Olímpicos                         |                         |                   |             |
| Año                                      | Lugar                   | Medalla           | Categoría   |
| 1968                                     | México (México)         | Medalla de bronce | Por equipos |
| 1976                                     | Montreal (Canadá)       | Medalla de oro    | Individual  |
| 1976                                     | Montreal (Canadá)       | Medalla de plata  | Por equipos |
| Campeonato Europeo                       |                         |                   |             |
| Año                                      | Lugar                   | Medalla           | Categoría   |
| 1963                                     | Roma (Italia)           | Medalla de plata  | Individual  |
| 1965                                     | Aquisgrán (RFA)         | Medalla de plata  | Individual  |
| 1967                                     | Róterdam (Países Bajos) | Medalla de bronce | Individual  |
| 1969                                     | Hickstead (Reino Unido) | Medalla de plata  | Individual  |
| 1973                                     | Hickstead (Reino Unido) | Medalla de plata  | Individual  |
| 1975                                     | Múnich (RFA)            | Medalla de oro    | Individual  |
| 1975                                     | Múnich (RFA)            | Medalla de oro    | Por equipos |